# Кадор ап Герайнт
Кадор ап Герайнт (корн. Cado ap Gerren; 482—537) — король Думнонії (514—530).

## Біографія
Кадор був сином короля Думнонії Герайнта ап Ербіна. У 514 році він став правителем Думнонії. Головною цитаделлю Кадора був замок Форт-Кадо на пагорбі в Південному Кедберрі.
Коли помер Кадор точно невідомо. Вважається, що це сталося близько 537 року. Він був похований на пагорбі Кондолден поблизу Камелфорда в Корнуолі. Вважається, що Костянтин Шотландський (мученик) став королем Думнонії в 530 році, тобто ще до смерті батька.
У переказах про короля Артура він виведений під ім'ям «сер Кадор, граф Корнуола». В "Житії святого Карантока" сказано, що Кадор був добрим другом короля Артура (за іншими припущеннями Кадор був двоюрідним братом Артура за лінією матері  або й навіть зведеним братом), а також мав добрі стосунки з королем Гвента Карадоком.